# Joey Marella
Joseph Anthony "Joey" Marella (28 de febrero de 1963 - 4 de julio de 1994) fue un árbitro de lucha profesional estadounidense para la Federación Mundial de Lucha y el hijo adoptivo del exluchador y luego locutor de WWF Gorilla Monsoon (Robert Marella) del municipio de Willingboro (Nueva Jersey).

## Carrera

### World Wrestling Federation (1983–1994)
Joey Marella se unió a la WWF en 1983 y fue ascendiendo hasta que se le comenzó a asignar con frecuencia el arbitraje de encuentros de promoción. En 1987, trabajó como réferi del encuentro entre Hulk Hogan y André the Giant en el WrestleMania III, así como su revancha en 1988 en el Wrestlemania IV. Marella también fue el árbitro oficial en el principal evento del SummerSlam de 1992, la competencia entre Bret Hart y Davey Boy Smith en el estadio Wembley de Londres. Marella fue suspendido brevemente por un problema de abuso de sustancias en 1993 y luego, recontratado. También fue parte de una controversia de un encuentro en el Royal Rumble (1994), en el que Earl Hebner y él no podían decidir entre Lex Luger y Bret Hart quién era el ganador del partido. Marella también apareció en la película de 1989 No Holds Barred, producida por la WWF, en el rol de un árbitro durante una lucha.

## Muerte
Murió el 4 de julio de 1994, después de quedarse dormido al volante y chocar mientras conducía a casa en New Jersey Turnpike después de una noche de arbitraje de partidos de la WWF en Ocean City, Maryland. Bruno Lauer, más conocido por su nombre de anillo Harvey Wippleman, estaba con él en ese momento y resultó gravemente herido. Lauer llevaba puesto el cinturón de seguridad, mientras que Marella no.
Marella está enterrado junto a su padre Gorilla Monsoon (1937-1999) en Lakeview Memorial Park en Cinnaminson, Nueva Jersey. Las imágenes de un jugador de béisbol y un golfista se colocaron en su lápida debido a su amor por los dos deportes.
Como tributo, el locutor de la WWE Tony Chimel nombró a uno de sus hijos después de Marella. La hermana de Marella, Valerie, también nombró a un hijo después de su hermano.